# Паунович, Драган
Драган Паунович (серб. Драган Пауновић; 8 ноября 1961, Белград — 19 мая 2016, Луго, Галисия) — сербский шахматист, гроссмейстер (2007). Шестикратный победитель командных чемпионатов Югославии.
Многократный участник командных чемпионатов Югославии в составе различных команд: «Партизан», г. Белград (1976—1980, 1982—1984, 1988—1990, 1993), «Црвена звезда», г. Белград (1985—1987), шахматный клуб г. Белграда (1991—1992), «Borac Stočar Banka Čačak» (1996—1998, 2000—2002). Завоевал 12 медалей в команде — 6 золотых (1978—1980, 1989, 1992, 2001), 3 серебряные (1976—1977, 1984) и 3 бронзовые (1990, 1998, 2002). Также выиграл 4 медали в индивидуальном зачёте — 2 золотые (1992 и 2001, оба раза на 6-й доске) и 2 серебряные (1986, на 2-й доске и 1988, на 4-й доске).
На международном уровне первых успехов достиг в конце 1970-х гг. В составе юношеской сборной Югославии выиграл 11-ю Балканиаду (1979), а также получил «золото» в индивидуальном зачёте. Двумя годами ранее стал серебряным призёром этого соревнования в команде.
В составе сборной Югославии серебряный призёр Кубка Митропы 1984 года на четвёртой доске (+3 =2 −1).
В 1988 принял участие в отборочном турнире Кубка мира по шахматам, проводившегося Ассоциацией гроссмейстеров (поделил 100—149 места).
В последние годы жил в Чантаде (северо-западная часть Испании) и принимал участие в турнирах, проводившихся на территории Испании и Португалии.
В составе клуба «Marcote Mondariz» серебряный призёр 53-го командного чемпионата Испании (2009).
В 2011 году выиграл Международный открытый чемпионат по быстрым шахматам в Вальядолиде с 7 очками из 8, в последнем туре обыграл Бориса Злотника. В 2013 года стал победителем Международного открытого турнира «Cidade de Pontevedra» в Понтеведре с 7 очками из 9. В 2015 году выиграл Международный открытый турнир «Queima das Fitas» в Коимбре, набрав с 6½ очков из 7.
Драган Паунович умер от сердечного приступа на 55 году жизни через два дня после участия в турнире в г. Льюкмайоре, где набрал 6 очков из 9 и занял 19 место из 177 участников. На момент смерти он имел рейтинг 2439 пунктов, занимая 39 позицию в рейтинг-листе активных сербских шахматистов.

## Изменения рейтинга
| Графики недоступны из-за технических проблем. См. информацию на Фабрикаторе и на mediawiki.org. |